# Alberto Tomba
Alberto Tomba, född 19 december 1966 i Bologna, är en italiensk före detta alpin skidåkare. Han tillhörde världseliten i över ett decennium och vann totalt 5 OS-medaljer och 4 VM-medaljer mellan 1987 och 1997.

## Biografi
Tomba föddes i Bologna. Han växte dock upp i byn Castel de Britti nära San Lazzaro di Savena i Emilia-Romagna.
Alberto Tomba nådde världseliten i mitten av 1980-talet och debuterade i seniortävlingar 1986. Han tog 1987 brons i storslalom i VM i Crans-Montana och vann året efter guld i både slalom och storslalom vid olympiska spelen i Calgary.
1992 blev Tomba den förste att försvara en alpin OS-titel, då han segrade i storslalom vid OS i Albertville. Under detta OS tog han även silver i slalom. Vid nästa vinter-OS, det i Lillehammer, vann han åter silvermedalj i slalom.
Vid alpina VM i spanska Sierra Nevada 1996 tog Tomba guld i både slalom och storslalom. Året därpå blev han trea i slalom vid VM i Sestriere.
1998 avslutade Alberto Tomba sin karriär inom utförsåkningen.
Alberto Tomba vann 50 världscupsegrar under sin karriär, varav 35 i slalom och 15 i storslalom. Han vann dessutom totala världscupen 1994/1995, som förste italienare på 20 års tid.
Tomba hade smeknamnet (Tomba) "La Bomba" (la bomba = bomben), delvis på grund av sin extroverta personlighet.